# III Giochi dell'Asia orientale
I III Giochi dell'Asia orientale si sono svolti a Osaka, in Giappone, dal 19 al 27 maggio 2001.
Sono stati coinvolti 2804 atleti in 15 diverse discipline sportive.

## Giochi

### Paesi partecipanti
Ai giochi hanno partecipato nove delegazioni nazionali:
- Cina
- Guam
- Hong Kong
- Giappone
- Macao
- Mongolia
- Kazakistan
- Corea del Sud
- Taipei cinese

## Medagliere
| Pos.   | Paese         |     |     |     | Totale |
| ------ | ------------- | --- | --- | --- | ------ |
| 1      | Cina          | 85  | 48  | 58  | 191    |
| 2      | Giappone      | 61  | 65  | 65  | 191    |
| 3      | Corea del Sud | 34  | 46  | 32  | 112    |
| 4      | Kazakistan    | 13  | 18  | 26  | 57     |
| 5      | Taipei cinese | 6   | 16  | 31  | 53     |
| 6      | Hong Kong     | 3   | 1   | 3   | 7      |
| 7      | Mongolia      | 1   | 2   | 7   | 10     |
| 8      | Macao         | 1   | 0   | 3   | 4      |
| 9      | Guam          | 0   | 0   | 1   | 1      |
| Totale | Totale        | 204 | 196 | 226 | 626    |